# Efebofili
| Efebofili |
| --- |
| En kylix från cirka 480 f.Kr., där en man kysser en efeb (en ung man). - Betydelse – vuxens sexuella dragning till postpubertal tonåring - Historia – historiskt ofta kulturellt accepterat, numera ofta socialt tabu - Relaterade begrepp – andra kronofilier (pedofili, hebefili, teleiofili, gerontofili) |

Efebofili (grekiska έφηβος, efebos, 'den som blivit man') är en vuxens sexuella dragning till postpubertala tonåringar Detta motsvarar ofta personer mellan 15 och 18/19 års ålder.
Efebofili är en av ett antal kronofilier. Den kan jämföras med hebefili (dragning till person i puberteten, ofta cirka 11–14 år gammal) och pedofili (dragning till prepubertal person).

## Definition och etymologi
Efebofili kan definieras som en vuxens dragning till en ungdom, ofta uttytt som en person mellan 15 och 16 års ålder, alternativt ända upp till 18 eller 19 år. Den markerar en kronofili riktad mellan hebefilins attraktiva ålder (den ungefärliga pubertetsålderns 11–14 år) och diton för den normala teleiofilin (den färdigutvecklade människan, från cirka 17 eller 20 års ålder). Många människor känner dragning till två eller fler av dessa åldersklassningar, även om en åldersgrupp oftast dominerar.
Ordets första del έφηβος (efebos) står för "den som blivit man" eller blivit "ung man", vilket i det antika Grekland ansågs ske vid 18 års ålder. Efebos är i sig en sammandragning av epi (ovanför) och hebe (ung man). Ordet efebofili myntades cirka 1955 av Bernard C. Glueck eller Paul Benedict. Begreppen efebofili och hebefili används används sällan i vardagsspråket utan klumpas då samman med allt sexuellt intresse för barn och tonåringar.

## Utbredning och status

### Kulturell bakgrund
Efebofilin är ett relativt nytt begrepp, och sexuellt umgänge mellan myndiga och omyndiga personer är olagliga i många länder. Historiskt har den numera vanliga myndighetsgränsen vid 18 år motsvarats av olika åldrar, och i många kulturer innebar (genomgången) pubertet ett inträdande i vuxenlivet – ofta markerat genom olika övergångsriter. Evolutionspsykologer har hittat väl spridda kulturella uppfattningar omkring skönhet och fysisk attraktionsförmåga som sammanfaller med tonårstiden.
I moderna samhällen finns en utbredd "ungdomskult", samtidigt som lagar och moralregler håller tillbaka spridningen av sexuella kontakter mellan tonåringar och vuxna. I antikens Grekland ansåg dock samhället att umgänge mellan en vuxen man och efeber – ynglingar från 16 till 20 års ålder – var normalt.

### Problematik
Den vuxnes sexuella attraktion till en tonåring som kan avla barn är både biologiskt gynnsam och kulturellt problematisk. Den är i moderna samhällen ofta ett socialt tabu och förknippad med ett socialt stigma. I USA:s rättsväsen har man på 2000-talet börjat skilja på efebofila och rent pedofila böjelser.
Romersk-katolska kyrkan och ridskolor är två miljöer där vuxna och barn/tonåringar möts och där vuxnas maktpositioner har missbrukats i sexuella syften.